# كريس ماسي
كريس ماسي (بالإنجليزية: Chris Massey) هو لاعب كرة قدم أمريكية أمريكي، ولد في 21 نوفمبر 1979 في تشيسابيك في الولايات المتحدة.

## وصلات خارجية
- كريس ماسي على موقع مرجع كرة القدم المحترفة.كوم (الإنجليزية)